# أوسبورن راسيل
أوسبورن راسيل (بالإنجليزية: Osborne Russell)‏ هو مستكشف أمريكي، ولد في 1814 في مين في الولايات المتحدة، وتوفي في 2 أغسطس 1892.